# Nathanael Greene
Nathanael Greene, född 27 juli 1742 i Warwick i Rhode Island, död 19 juni 1786, var en amerikansk militär.
Greene härstammade från Rhode Island och utsågs 1775, trots att han led av ett styvt knä, till befälhavare över de tre regementen, som denna stat satt upp för att ingå i Nya Englands-armén. År 1775 blev han brigadgeneral och 1776 generalmajor i kontinentalarmén och tog en verksam del i årets strider varvid han vann George Washingtons stora förtroende. Den 2 mars 1778 utsågs Greene av kongressen till generalkvartermästare och hade som sådan stor framgång men avgick 1780, då mot hans vilja en omorganisation genomfördes. Åren 1780-82 förde Greene självständigt befäl i North och South Carolina, där han med stor skicklighet trots flera nederlag lyckades driva fienden ur den ena ställningen efter den andra och till slut befria hela landet.